# 2. Klaviertrio (Mendelssohn)
Felix Mendelssohn Bartholdy komponierte sein 2. Klaviertrio c-Moll op. 66 (MWV Q 33) in Frankfurt. Fertiggestellt wurde das als Geburtstagsgabe für seine Schwester Fanny gedachte Klaviertrio (in der Besetzung Klavier, Violine und Violoncello) am 30. April 1845. Zur Uraufführung gelangte es am 20. Dezember 1845 in Leipzig und erschien 1846 mit einer Widmung an Louis Spohr beim Verlag Breitkopf & Härtel im Druck.

## Aufbau
Das Werk ist viersätzig, die Aufführungsdauer beträgt etwa knapp 30 Minuten.
Der dramatisch-kraftvolle erste Satz (Allegro energico e con fuoco, 4/4) folgt der Sonatenhauptsatzform, wobei in der erweiterten Exposition drei Themen präsentiert werden.

Der zweite Satz (Andante espressivo, 9/8) erinnert mit seiner dazu kontrastierenden sanften Grundstimmung an manche von Mendelssohns Liedern ohne Worte.

Das Scherzo (Molto Allegro quasi Presto, 2/4) ist ein Rondo und beschwört eine an den Elfenspuk der Musik zum Sommernachtstraum gemahnende Stimmung. Mendelssohns Anmerkung zu seinem Trio, es sei „ein bißchen eklig zu spielen“, bezieht sich möglicherweise auf diesen kurzen, jedoch virtuosen Satz.

Das Finale (Allegro appassionato, 6/8) wird von einem Cellothema mit einem für Mendelssohn ungewöhnlichen Nonensprung eingeleitet. Der Satz bildet ein dreithematisches Rondo, in dem imitatorische und kontrapunktische Techniken hervortreten. Das dritte Thema ist ein frei komponierter Choral, der zu Beginn auf die Melodie von Gelobet seist du, Jesu Christ anspielt und im weiteren Verlauf Teile der Genfer Melodie zum 134. Psalm zitiert, wobei unklar ist, ob Mendelssohn an einen bestimmten Text dachte. Choräle verwenden auch Mendelssohns unter der vorangehenden Opuszahl 65 veröffentlichte 6 Orgelsonaten.